# Adrian Costa
Adrian Costa (* 2. Juni 1972 in Mount Beauty) ist ein ehemaliger australischer Freestyle-Skier. Er startete in den Buckelpisten-Disziplinen Moguls und Dual Moguls. Er nahm an 126 Weltcups und bei jeweils sechs Weltmeisterschaften sowie vier Olympischen Winterspielen teil.

## Werdegang
Costa trat international erstmals bei den Internationalen Jugendmeisterschaften 1991 in Le Sauze in Erscheinung, wobei er den zweiten Platz im Moguls errang und startete im Dezember 1991 in Tignes erstmals im Weltcup. Dort sprang er auf den 30. Platz im Moguls und kam im weiteren Saisonverlauf bei den Olympischen Winterspielen 1992 in Albertville auf den 14. Platz im Moguls. In den folgenden Jahren belegte er bei den Weltmeisterschaften 1993 in Altenmarkt-Zauchensee den neunten Platz, bei den Olympischen Winterspielen 1994 in Lillehammer den 14. Rang im Moguls und bei den Weltmeisterschaften 1995 in La Clusaz den 31. Platz im Moguls. Zudem erreichte er in der Saison 1992/93 in Tignes mit dem neunten Platz im Moguls seine erste Top-Zehn-Platzierung im Weltcup und in der Saison 1994/95 den 19. Platz im Moguls-Weltcup sowie in der Saison 1995/96 den 15. Rang im Moguls-Weltcup. In der Saison 1996/97 sprang er mit fünf Top-Zehn-Platzierungen auf den 17. Platz im Dual-Moguls-Weltcup sowie auf den 11. Rang im Moguls-Weltcup und bei den Weltmeisterschaften 1997 im Iizuna Kōgen Sukī-jō auf den 16. Platz im Moguls. Nach drei Siegen beim Australian New Zealand Cup zu Beginn der Saison 1997/98, erreichte er in Châtel mit dem zweiten Platz im Dual Moguls seine erste und einzige Podestplatzierung im Weltcup und zum Saisonende den 11. Platz im Dual-Moguls-Weltcup. Beim Saisonhöhepunkt, den Olympischen Winterspielen 1998 in Nagano, belegte er den 21. Platz im Moguls-Wettbewerb.
Zu Beginn der folgenden Saison gewann Costa viermal im Australian New Zealand Cup und damit die Dual-Moguls-Wertung. Im weiteren Saisonverlauf siegte er beim Europacup in Champéry und sprang auf den 18. Platz im Dual-Moguls-Weltcup sowie auf den 15. Rang im Moguls-Weltcup. Bei den Weltmeisterschaften 1999 in Meiringen-Hasliberg belegte er den 16. Platz im Moguls und den neunten Rang im Dual Moguls. In der Saison 1999/2000 kam er bei 11 Weltcupteilnahmen achtmal unter den ersten Zehn und erreichte mit dem 17. Platz im Gesamtweltcup, mit dem achten Rang im Moguls-Weltcup sowie mit dem sechsten Platz im Dual-Moguls-Weltcup seine besten Gesamtergebnisse. Zudem wurde er mit sechs Siegen Dritter in der Moguls-Wertung des Australian New Zealand Cups. Bei den Weltmeisterschaften 2001 in Whistler belegte er den 11. Platz im Moguls sowie den sechsten Rang im Dual Moguls und bei den Olympischen Winterspielen 2002 in Salt Lake City, wo er bei der Eröffnungsfeier die australische Flagge tragen durfte, den 18. Platz im Moguls. Außerdem erreichte er in der Saison 2001/02 mit drei Top-Zehn-Platzierungen den 24. Platz im Gesamtweltcup und den 12. Rang im Moguls-Weltcup. In der Saison 2002/03 startete in Steamboat letztmals im Weltcup, wobei er den 32. Platz im Moguls errang und kam bei den Weltmeisterschaften 2003 im Deer Valley auf den 17. Platz im Dual Moguls sowie auf den zehnten Rang im Moguls.

## Erfolge

### Olympische Spiele
- 1992 Albertville: 14. Platz Moguls
- 1994 Lillehammer: 14. Platz Moguls
- 1998 Nagano: 21. Platz Moguls
- 2002 Salt Lake City: 18. Platz Moguls

### Weltmeisterschaften
- 1993 Altenmarkt: 9. Platz Moguls
- 1995 La Clusaz: 31. Platz Moguls
- 1997 Iizuna Kōgen: 16. Platz Moguls
- 1999 Meiringen-Hasliberg: 9. Platz Dual Moguls, 16. Platz Moguls
- 2001 Whistler: 6. Platz Dual Moguls, 11. Platz Moguls
- 2003 Deer Valley: 10. Platz Moguls, 17. Platz Dual Moguls

### Weltcup-Gesamtplatzierungen
Costa nahm an 126 Weltcups teil und erreichte 31 Top-Zehn-Platzierungen sowie eine Podestplatzierung.
| Saison    | Gesamt | Gesamt | Moguls | Moguls | Dual Moguls | Dual Moguls |
| Saison    | Punkte | Platz  | Punkte | Platz  | Punkte      | Platz       |
| --------- | ------ | ------ | ------ | ------ | ----------- | ----------- |
| 1991/92   | 4      | 87.    | 32     | 34.    | –           | –           |
| 1992/93   | 25     | 75.    | 224    | 26.    | –           | –           |
| 1993/94   | 13     | 94.    | 104    | 40.    | –           | –           |
| 1994/95   | 39     | 53.    | 276    | 19.    | –           | –           |
| 1995/96   | 42     | 50.    | 336    | 15.    | 8           | 37.         |
| 1996/97   | 60     | 33.    | 300    | 11.    | 120         | 17.         |
| 1997/98   | 34     | 61.    | 168    | 25.    | 216         | 11.         |
| 1998/99   | 48     | 31.    | 192    | 15.    | 48          | 18.         |
| 1999/2000 | 70     | 17.    | 352    | 8.     | 274         | 6.          |
| 2000/01   | 11     | 73.    | 44     | 40.    | –           | –           |
| 2001/02   | 57     | 24.    | 344    | 12.    | 12          | 33.         |
| 2002/03   | 25     | 80.    | 172    | 28.    | 40          | 23.         |